# Hrvoje Iveković
Hrvoje Iveković, hrvaški kemik in akademik, * 9. maj 1901, Zagreb, Hrvaška in Slavonija, Avstro-Ogrska, † 13. december 1991, Zagreb, Hrvaška.
Iveković je bil profesor na Farmacevtski fakulteti v Zagrebu. 
Bil je član Jugoslovanske akademije znanosti in umetnosti ter predsednik in podpredsednik Matice Hrvatske.